# Max Casella
Max Casella, född 6 juni 1967 i Washington, D.C., är en amerikansk skådespelare.
Casella har bland annat medverkat i filmen Inside Llewyn Davis. Han har även medverkat i TV-serierna Dr Howser och Tulsa King.

## Filmografi (i urval)
- 1989–1993 – Dr Howser (TV-serie)
- 1992 – Newsies
- 2000 – Dinosaurier
- 2013 – Blue Jasmine
- 2013 – Inside Llewyn Davis
- 2016 – The Night Of (TV-serie)
- 2022–2023 – Tulsa King (TV-serie)